# Cephalocoema alejandroi
Cephalocoema alejandroi är en insektsart som beskrevs av Bentos-pereira 2007. Cephalocoema alejandroi ingår i släktet Cephalocoema och familjen Proscopiidae. Inga underarter finns listade i Catalogue of Life.